# Connor McDavid
Connor Andrew McDavid, född 13 januari 1997 i Richmond Hill, Ontario, är en kanadensisk professionell ishockeyspelare som spelar för Edmonton Oilers i NHL.
Han har tidigare spelat för Erie Otters i OHL.

## Klubblagskarriär

### Juniortiden
McDavid valdes först av alla vid draften till Ontario Hockey League 2012 av Erie Otters efter att som tredje spelare genom alla tider fått en Exceptional Player-status (efter John Tavares 2005 och Aaron Ekblad 2011). McDavid valdes som första spelare i första rundan även i NHL Entry Draft 2015 av Edmonton Oilers. Flertalet experter har framhållit McDavid som den störste kanadensiske forwardtalangen sedan Sidney Crosby och som "den nye Wayne Gretzky".
Under sin första säsong i OHL, 2012/2013, blev McDavid tilldelad Emms Family Award som årets bästa nykomling och slog med 66 poäng (25 mål, 41 assists) på 63 matcher även nytt klubbrekord bland nykomlingar i Erie Otters. Han blev även uttagen i OHL First All-Rookie Team. Säsongen därpå, 2013/2014, ökade McDavid sin poängproduktion och Erie Otters blev en toppklubb i OHL. McDavid var även med som underårig spelare i det kanadensiska laget i J20-VM 2014 i Malmö, Sverige där han producerade 4 poäng (1 mål, 3 assists) på 7 matcher trots begränsad istid.
Inför sin tredje säsong i Erie Otters, säsongen 2014/2015, blev McDavid lagkapten i klubben. McDavid producerade 120 poäng (44 mål, 76 assist) på 47 matcher under säsongen. I OHL-slutspelet gjorde han 49 poäng (21 mål, 28 assist) på 21 matcher. Efter säsongen tilldelades McDavid utmärkelsen Red Tilson Trophy som årets spelare i OHL.

### NHL

#### Edmonton Oilers
McDavid valdes som första spelare i första rundan i NHL Entry Draft 2015 av Edmonton Oilers. Den 3 juli 2015 skrev han på ett treårigt rookiekontrakt med Oilers. McDavid debuterade i NHL den 9 oktober 2015 då Oilers mötte St. Louis Blues och förlorade med 3–1. McDavid gjorde sitt första NHL-mål den 13 oktober 2015 i en match mot Dallas Stars. Totalt producerade McDavid 48 poäng (16 mål, 32 assist) på 46 matcher under sin första säsong i NHL.
Den 5 oktober 2016 utnämndes McDavid till lagkapten i Oilers, vilket gjorde honom till den yngsta lagkaptenen i NHL:s historia.
Han skrev på en åttaårig kontraktsförlängning med Oilers den 5 juli 2017 till ett värde av 100 miljoner dollar, vilket gjorde honom till ligans högst betalde spelare.
McDavid tilldelades Hart Trophy, priset till NHL:s mest värdefulle spelare, både säsongen 2016/2017 och 2020/2021. Den senare gången röstades han fram enhälligt, vilket var blott andra gången det inträffat i prisets då 97-åriga historia. Förra gången var det Wayne Gretzky säsongen 1981/1982.
Säsongen 2020/21 noterades han för 105 poäng på 56 spelade matcher.
Connor McDavid tilldelades även Conn Smythe Trophy som slutspelets mest värdefulle spelare efter Stanley Cup finalen 2024. Han fick priset trots att han spelade för det förlorande laget. Senast det hände var när Jean-Sébastien Giguère fick priset efter Mighty Ducks of Anaheims förlust i Stanley Cup finalen.. Connor McDavid blev därmed den sjätte spelaren att ta emot priset trots att han spelade för det förlorande laget.

## Landslagskarriär
I VM 2016 var han med och vann VM-guld för Kanada. McDavid producerade 9 poäng (1 mål, 8 assist) på 10 matcher. McDavid var lagkapten för Lag Nordamerika i World Cup i ishockey 2016.

## Privatliv
McDavid är född 1997 i Richmond Hill, Ontario till Brian och Kelly McDavid. Han har en äldre bror som heter Cameron. McDavid började åka skridskor vid tre års ålder, för att året därpå börja spela ishockey.

## Statistik

### Klubbkarriär
| 2011/2012  | Toronto Marlboros | GTHL       | 33  | 33  | 39  | 72  | 14  | —  | —  | —  | —  | —  |
| 2012/2013  | Erie Otters       | OHL        | 63  | 25  | 41  | 66  | 36  | —  | —  | —  | —  | —  |
| 2013/2014  | Erie Otters       | OHL        | 56  | 28  | 71  | 99  | 20  | 14 | 4  | 15 | 19 | 2  |
| 2014/2015  | Erie Otters       | OHL        | 47  | 44  | 76  | 120 | 48  | 19 | 21 | 28 | 49 | 12 |
| 2015/2016  | Edmonton Oilers   | NHL        | 45  | 16  | 32  | 48  | 18  | —  | —  | —  | —  | —  |
| 2016/2017  | Edmonton Oilers   | NHL        | 82  | 30  | 70  | 100 | 26  | 13 | 5  | 4  | 9  | 2  |
| 2017/2018  | Edmonton Oilers   | NHL        | 82  | 41  | 67  | 108 | 26  | —  | —  | —  | —  | —  |
| 2018/2019  | Edmonton Oilers   | NHL        | 78  | 41  | 75  | 116 | 20  | —  | —  | —  | —  | —  |
| 2019/2020  | Edmonton Oilers   | NHL        | 64  | 34  | 63  | 97  | 28  | 4  | 5  | 4  | 9  | 2  |
| 2020/2021  | Edmonton Oilers   | NHL        | 56  | 33  | 72  | 105 | 20  | 4  | 1  | 3  | 4  | 0  |
| 2021/2022  | Edmonton Oilers   | NHL        | 80  | 44  | 79  | 123 | 45  | 16 | 10 | 23 | 33 | 10 |
| 2022/2023  | Edmonton Oilers   | NHL        | 82  | 64  | 89  | 153 | 36  | 12 | 8  | 12 | 20 | 0  |
| NHL totalt | NHL totalt        | NHL totalt | 569 | 303 | 547 | 850 | 219 | 49 | 29 | 46 | 75 | 14 |
| OHL totalt | OHL totalt        | OHL totalt | 166 | 97  | 188 | 285 | 104 | 34 | 25 | 43 | 68 | 14 |

### Internationellt
| Källa: Uppdaterad: 2020-09-01 | Källa: Uppdaterad: 2020-09-01 | Källa: Uppdaterad: 2020-09-01 |               | Utv = Utvisningsminuter | Utv = Utvisningsminuter | Utv = Utvisningsminuter | Utv = Utvisningsminuter | Utv = Utvisningsminuter |
| År                            | Lag                           | Mästerskap                    | Matcher       | Mål                     | Assists                 | Poäng                   | Utv                     |                         |
| ----------------------------- | ----------------------------- | ----------------------------- | ------------- | ----------------------- | ----------------------- | ----------------------- | ----------------------- | ----------------------- |
| 2013                          | Kanada                        | U18                           | 7             | 8                       | 6                       | 14                      | 2                       |                         |
| 2014                          | Kanada                        | JVM                           | 7             | 1                       | 3                       | 4                       | 4                       |                         |
| 2015                          | Kanada                        | JVM                           | 7             | 3                       | 8                       | 11                      | 0                       |                         |
| 2016                          | Kanada                        | VM                            | 10            | 1                       | 8                       | 9                       | 6                       |                         |
| 2016                          | Lag Nordamerika               | WCH                           | 3             | 0                       | 3                       | 3                       | 4                       |                         |
| 2018                          | Kanada                        | VM                            | 10            | 5                       | 12                      | 17                      | 10                      |                         |
| Junior totalt                 | Junior totalt                 | Junior totalt                 | Junior totalt | 21                      | 12                      | 17                      | 29                      | 6                       |
| Senior totalt                 | Senior totalt                 | Senior totalt                 | Senior totalt | 23                      | 6                       | 23                      | 29                      | 20                      |